# Mohamed Touchassie
Mohamed Touchassie (Den Haag, 8 oktober 2001) is een Marokkaans-Nederlands kickbokser. Hij werd in juni 2022 wereldkampioen in de Weltergewicht divisie van Enfusion. Touchassie tekende in 2023 een contract bij GLORY.

## Biografie
Touchassie groeide op in Den Haag en is van Marokkaanse origine. Zijn ouders zijn afkomstig uit Temsamane, een dorp gelegen in het Rifgebergte in het noordoosten van Marokko.

## Carrière

### Begin carrière
Touchassie vocht in 2019 zijn eerste professionele partij tegen de Tsjech Josef Vít. Hij won dit gevecht op knockout in de derde ronde. 
Touchassie stond op 25 september 2020 voor het eerst in de Enfusion ring tegenover Damian Ori. Hij won het gevecht met een hoge trap knock-out al vroeg in de tweede ronde.
Touchassie stond op 4 juli 2021 tegenover Mischa Eradus bij Enfusion 100. Hij won het gevecht met een knock-out in de tweede ronde.
Touchassie keerde terug naar de kooigevechtserie van Enfusion om het op te nemen tegen Joe Johnson op Enfusion Cage Events 6 op 3 september 2021. Hij won het gevecht met een knock-out in de derde ronde.
Touchassie stond op 12 november 2021 bij Enfusion 104 tegenover de Glory-veteraan Remy "Robocop" Vectol. Hij won het gevecht op TKO in de tweede ronde.
Touchassie stond op 26 maart 2022 tegenover Bilal Bakhouche-Chareuf op Enfusion 105. Hij won het gevecht door knock-out in de tweede ronde.

### Enfusion Welterweight Champion
Op Enfusion 109 op 18 juni 2022 stond Touchassie tegenover de voormalige Enfusion-kampioen Robin Ciric, voor de vacante Enfusion Wereldkampioenschap weltergewicht. Het gevecht resulteerde in een knalpartij met vijf rondes vol spektakel, waar Touchassie uiteindelijk als wereldkampioen uitkwam.
Touchassie daagde de Fair Fight-kampioen weltergewicht (-77 kg) Maxim Sulgin uit tijdens RCC Fair Fight 20 op 18 februari 2023. Hij won het gevecht op unanieme beslissing.
Touchassie stond tegenover Soufian-Aoulad Abdelkhalek in de laatste 16 van het 8TKO -80 kg-toernooi op 18 maart 2023. Hij won het gevecht met een knock-out in de derde ronde.

### GLORY
In het najaar van 2023 maakte Touchassie de overstap naar Mike’s Gym en tekende hij bij GLORY. Hij maakte op 7 oktober 2023 zijn debuut op Glory 89: Burgas tegen de Bulgaar Eduard Aleksanyan. Touchassie maakte veel indruk en won die partij op TKO in de tweede ronde.

## Titels
- Enfusion
  - 2022 Enfusion Welterweight World Champion
    - One successful title defense
- RCC Fair Fight
  - 2023 Fair Fight Welterweight Champion